# Наружный отит
Нару́жный оти́т — отит, при котором поражаются ткани наружного слухового прохода (а также барабанной перепонки) или ушной раковины. Является широко распространённым заболеванием, которому подвержены все возрастные группы. Как правило, причиной наружного отита являются острые бактериальные инфекции кожи наружного слухового прохода, хотя заболевание может иметь и неинфекционный характер. Протекает весьма болезненно, хотя редко приводит к серьёзным осложнениям или длительной утрате работоспособности. В то же время у пациентов с диабетом, иммунодефицитными состояниями, а также при хронизации инфекции может развиться потенциально опасный для жизни злокачественный наружный отит.

## Классификация
По длительности течения различают острый и хронический наружный отит. Отит определяется как хронический, когда длительность заболевания превышает 4 недели или в течение года происходит более 4 рецидивов болезни. Хронический отит может развиваться в случае отсутствия лечения (или неполного лечения) острой формы, однако чаще всего он возникает в результате регулярной чистки ушного канала ватными палочками, из-за которой удаляется защитный слой серы, травмируются покровы слухового прохода, что в итоге приводит к огрублению рогового слоя эпидермиса, появлению постоянного зуда в ушах (провоцирующего многократное повторение процедуры очистки) и снижению воспалительного ответа. В конце концов кожа слухового прохода утолщается и происходит стеноз канала.
Ограниченный наружный отит проявляется как воспаление (абсцесс) тканей наружного уха в виде фурункулов или карбункулов, связанных с инфекционным поражением волосяных мешочков и сальных желез в перепончато-хрящевой части наружного слухового прохода, а также локальных нарывов, возникающих в результате травмирующих воздействий. Основным патогеном при абсцессе является золотистый стафилококк.
В отличие от ограниченного, разлитой (диффузный) отит характеризуется обширным поражением покровов наружного слухового прохода, а часто и барабанной перепонки. Как правило, возникает в результате попадания в ухо воды (особенно загрязнённой), которая разжижает ушной секрет и, вкупе с высокой влажностью, создаёт благоприятные условия для развития патогенных бактерий (в основном синегнойной палочки), в связи с чем данный синдром часто называют как «ухо пловца».
Грибковые поражения наружного уха встречаются реже (менее 10 % случаев) и их выделяют в отдельную группу заболеваний — отомикозов.
Наружный отит также может развиваться как осложнение при гриппе, при этом наблюдается его геморрагическая форма, характеризующаяся образованием содержащих кровь пузырей, возникающих в результате гематогенного распространения инфекции.
Некоторые факторы могут способствовать развитию неинфекционного отита: экзема, себорея, нейродерматит, контактный дерматит (например, при использовании слуховых аппаратов или серёг), аллергия на местные препараты.

## Этиопатогенез
Наружный слуховой проход защищён от попадания инфекции благодаря покрывающему его слою ушной серы, которая создаёт кислую среду, богатую лизоцимами. Росту бактерий может способствовать как недостаток ушной серы, не обеспечивающий должного уровня защиты, так и её избыток, который может приводить к удержанию попадающих в ухо воды и пыли. И то и другое может произойти в результате систематического попадания воды в наружный слуховой проход, а также в жаркую и влажную погоду.
Вторым важным фактором возникновения болезни являются травмы наружного слухового прохода, которые обусловливают проникновение бактерий через повреждённую кожу. Такие травмы могут возникать в результате помещения в ушной канал посторонних предметов, например, при попытках очистить ухо с помощью ватных палочек, спичек, карандашей и т. п.
После инфицирования начинается воспаление и отёк поверхностных тканей наружного слухового прохода, что приводит к появлению соответствующих симптомов. В тяжёлых случаях инфекция может распространиться и привести к целлюлиту лица или шеи, либо лимфадениту. Иногда бактериальные инфекции могут поражать более глубокие слои мягких тканей и даже вызывать остеомиелит височной кости — опасное для жизни заболевание с высокой смертностью (при отсутствии лечения — около 50 %). Подобные осложнения, классифицируемые как злокачественный (некротический) отит, наиболее часто встречаются у пациентов с иммунодефицитными состояниями (обусловленными такими заболеваниями, как СПИД или диабет), а также у лиц, проходящих курс химиотерапии, принимающих иммунодепрессанты, либо у пациентов, которым назначалась лучевая терапия в области основания черепа.
Бактериальные инфекции наружного слухового прохода чаще всего вызываются синегнойной палочкой (выделяется в 38 % случаев), а также множеством иных грамположительных и грамотрицательных бактерий (Staphylococcus epidermidis, Staphylococcus aureus, Microbacterium otitidis и др.). В связи с этим при проведении антибиотикотерапии лучшим выбором будут антибиотики широкого спектра действия, наиболее эффективные в отношении синегнойной палочки.
Грибковые инфекции могут быть вызваны аспергиллами, реже — дрожжами рода Candida, часто выделяются и другие патогены. Как правило, грибковые инвазии возникают в результате необоснованного или избыточного применения местных антибиотиков, но иногда развиваются и самостоятельно в случае попадания в ухо воды со спорами грибка.

## Эпидемиология
Наружный отит является весьма распространённым заболеванием и встречается во всех регионах мира, хотя болезнь может чаще наблюдаться в районах с жарким и влажным климатом. Острым наружным отитом в среднем ежегодно заболевают 4 человека из 1000, хронической формой болеют 3—5 % населения. Болезнь наиболее распространена среди пловцов, дайверов и других людей, чьи уши подвергаются регулярному воздействию воды.
Заболеванию подвержены все возрастные группы, однако пик заболеваемости приходится на детей в возрасте 7−12 лет. Вероятность возникновения наружного отита у мужчин и женщин примерно одинакова. У людей некоторых расовых групп наблюдаются меньшие по сравнению с общей популяцией размеры наружного слухового прохода, что может предрасполагать к его обструкции и инфекции.

## Клиника
В анамнезе: жалобы на боли в ухе (оталгия) от лёгкой до тяжёлой степени выраженности, продолжающиеся в течение нескольких дней, потеря слуха (кондуктивная тугоухость), ощущение заложенности или давления, шум (или звон) в ушах, зуд в слуховом проходе (особенно при грибковой инфекции, а также у пациентов с хроническим наружным отитом), гнойные выделения из уха, иногда — повышение температуры. Зачастую — предшествовавшее попадание воды в ухо или занятия водными видами отдыха (плавание, сёрфинг, каякинг и т. п.)
Отличительным признаком наружного отита является усиление болевых ощущений при потягивании ушной раковины или при пальпации козелка. Иногда проявляется периаденит, хотя он и не является обязательным условием для постановки диагноза.
При наружном обследовании наблюдаются покраснение (эритема), отёк и сужение наружного слухового прохода, в связи с чем могут возникнуть затруднения при отоскопическом исследовании барабанной перепонки, которая тоже может быть слегка воспалена, но с сохранением её подвижности. Зачастую в слуховом проходе выявляются гнойные или серозные выделения. Также может обнаруживаться наличие в ушном канале инородных тел, влажных загрязнений.
У некоторых пациентов может наблюдаться целлюлит лица или шеи, либо односторонняя лимфаденопатия. Возможно присутствие экзематозных высыпаний на ушной раковине (при неинфекционной форме).

## Диагностика
Как правило, для постановки диагноза достаточно данных анамнеза и физического обследования. Для уточнения диагноза могут применяться следующие методы диагностики: отоскопия, пневматическая отоскопия, отомикроскопия, тимпанометрия, акустическая рефлектометрия, микробиологические исследования, методы медицинской визуализации (например, компьютерная томография).

### Дифференциальная диагностика
При некротическом (злокачественном) наружном отите характерным признаком является сильная боль в ухе, непропорционально большая, чем это можно было бы предположить по наблюдаемым симптомам. Детальный осмотр при этом может выявить грануляции на стенке наружного слухового прохода, иногда — на барабанной перепонке. Также у пациента могут присутствовать высокая температура и другие симптомы общей интоксикации. При подозрении на некротический отит дополнительно проводятся стандартные лабораторные исследования: анализы крови и мочи на глюкозу для выявления диабета (как одного из факторов осложнений наружного отита). Целесообразно проведение рентгено-радиологической диагностики: ранее для окончательной постановки диагноза применялись методы радиоизотопного сканирования костных тканей, в настоящее время основную роль играет компьютерная томография височной и сосцевидной кости. Магнитно-резонансная томография используется гораздо реже, тем не менее её результаты также могут быть полезны для диагностических целей.
При отомикозах (грибковых инфекциях) отмечаются следующие отличительные особенности: более сильно выраженный зуд в ухе, чем боль (при бактериальных инвазиях — наоборот), зачастую — толстый белый или серый налёт на поверхности слухового прохода, в котором при внимательном рассмотрении могут обнаруживаться (но не обязательно) гифы и споры грибка. При подозрении на грибковую инфекцию может понадобиться микробиологическое исследование выделений из слухового прохода.
Гнойный средний отит с перфорацией барабанной перепонки или установленной тимпаностомической трубкой, как и наружный отит, может сопровождаться выделениями из наружного слухового прохода, однако обычно он не сопровождается отёком слухового прохода и переносится менее болезненно. При подозрении на средний отит проводится диагностика средствами пневматической отоскопии.
Опоясывающий герпес при его локализации в коленчатом ганглии иногда проявляется с симптомами, похожими на симптомы наружного отита, при этом характерная везикулярная эрупция может появиться только через 1−2 дня после первичного обращения, что может привести к ошибке при первоначальной постановке диагноза. Такое редкое осложнение опоясывающего лишая называют синдромом Рамсея — Ханта. Как правило, оно также сопровождается периферическим односторонним параличом лицевого нерва.
При диагностике заболевания также следует исключить возможность проявления болей в ухе, вызванных краниальной невралгией.

## Лечение
Лечение в основном проводится амбулаторно после первичного обследования у отоларинголога. Медицинское вмешательство обычно включает в себя: диагностику заболевания, очистку наружного слухового прохода (если это необходимо и возможно), назначение лекарственных препаратов и консультирование пациентов о порядке их применения. Для оценки успешности лечения, как правило, достаточно одного контрольного посещения врача через неделю после начала терапии.
В большинстве случаев острый наружный отит хорошо поддаётся лечению местными препаратами. Основой терапии является применение антибиотиков либо комбинаций антибиотиков с кортикостероидами в форме ушных капель. В случае сильного отёка наружного слухового прохода в него с помощью небольшого зонда может быть введена ватная или марлевая турунда, обеспечивающая более эффективную доставку и удержание лекарственных средств в месте воспаления. При этом капли наносятся на наружный конец турунды, в результате чего она пропитывается используемым препаратом, расширяется из-за поглощённой жидкости и хорошо удерживается в слуховом проходе. После того, как отёк уменьшится и, соответственно, необходимость в использовании турунды пропадёт, она сама выпадет из ушного канала или может быть удалена вручную.
Ранее для лечения наружного отита в качестве альтернативы местным антибиотикам часто применялись слабые растворы уксусной кислоты в качестве подкисляющего агента. Однако использование подобных средств может переноситься весьма болезненно, в связи с чем на сегодняшний день они практически не применяются.
Некоторым пациентам может понадобиться назначение анальгетиков (в случае жалоб на сильные боли) в первые несколько дней лечения. При аллергической природе отита применяется терапия антигистаминными средствами.
В большинстве случаев наружного отита системного приёма антибиотиков (перорально) не требуется, за исключением ситуаций с осложнениями в виде целлюлита кожи лица или шеи, а также пациентов, у которых сильный отёк слухового прохода затрудняет применение местных препаратов. Также возможно применение пероральных антибиотиков у лиц с ослабленным иммунитетом.
Антибиотики назначаются внутривенно пациентам с некротическим наружным отитом, а также лицам с тяжёлыми случаями целлюлита (в случае неэффективности терапии местными и пероральными препаратами). Как правило, сначала назначается антибиотик, наиболее эффективный в отношении синегнойной палочки, затем курс лечения может быть скорректирован в зависимости от результатов микробиологического исследования.
При формировании абсцесса в наружном слуховом проходе (при ограниченном отите) может потребоваться несложное хирургическое вмешательство, обычно подразумевающее разрез и дренаж абсцесса, выполняемые отоларингологом. Также при тяжёлых случаях наружного отита и грибковых инвазиях зачастую возникает необходимость в медицинской обработке слухового прохода для удаления гнойных выделений или налёта.
Во время лечения и в течение 1−2 недель после окончания болезни пациентам рекомендуется предохранять уши от попадания влаги. Во время мытья или купания слуховой проход следует закрывать ватным тампоном, слегка пропитанным вазелином.

## Схемы медикаментозной терапии

### Анальгетики
В случае, когда отит протекает весьма болезненно и боли сильно беспокоят пациента, лечащим врачом могут назначаться анальгетики. В основном применяются обычные анальгетики или нестероидные противовоспалительные препараты, предназначенные для снятия лёгкой и умеренной боли (парацетамол, ибупрофен и т. п.), либо комбинации ненаркотических анальгетиков с опиатами (например, парацетамол в комбинации с кодеином). Данные препараты смягчают болевые симптомы и уменьшают воспаление и раздражение. Также их можно использовать перед проведением медицинских процедур по обработке (очистке) слухового прохода или установке турунды.

### Подкисляющие средства
Использование подкисляющих агентов предполагает создание в наружном слуховом проходе кислой среды, неблагоприятной для роста патогенов. Препараты подобного класса могут использоваться при грибковых инфекциях, реже — при лёгких бактериальных инфекциях (когда поверхность слухового прохода не сильно раздражена), а также в качестве профилактического средства, например, после попадания в уши воды.
В качестве подкисляющего средства в основном применяется раствор уксусной кислоты (2 % ушные капли) — недорогой препарат, хорошо помогающий при лёгких поверхностных бактериальных и грибковых инфекциях слухового прохода. Данный препарат также может использоваться в комбинации с гидрокортизоном, оказывающим противовоспалительное, антиаллергическое и противозудное действие. При более тяжёлых грибковых инфекциях используется в комбинации с местными противогрибковыми средствами, например, клотримазолом (1 % раствор для наружного применения). Кроме рассмотренных препаратов, в качестве подкисляющего агента может применяться ацетат алюминия, а точнее, раствор алюминиевых квасцов в разведённой уксусной кислоте, известный под названием «Жидкость Бурова», который имеет аналогичный принцип действия и дополнительно оказывает подсушивающий эффект.
Следует отметить, что в России на сегодняшний день лекарственных средств на основе уксусной кислоты или ацетата алюминия не зарегистрировано. В качестве альтернативы фармацевтическим препаратам может использоваться приготовляемая в домашних условиях смесь спирта, уксуса и дистиллированной воды в соотношении 2:1:1, которая настолько же эффективна, но является более дешёвым и доступным средством.

### Местные антибиотики
Наружный отит в большинстве случаев успешно поддаётся лечению с помощью местных антибиотиков. Зачастую данные препараты применяются в комбинации с кортикостероидами для уменьшения воспаления.
Антибиотики из группы аминогликозидов (неомицин, тобрамицин и др.) следует применять с особой осторожностью по причине высокого риска возникновения аллергических реакций (при гиперчувствительности на препараты этой группы), а также их значительной ототоксичностью. Не допускается применять данные лекарственные средства в случае перфорации (нарушении целостности) барабанной перепонки, так как при этом препарат может попасть в среднее ухо, что увеличивает риск ототоксических реакций. В связи с этим указанные лекарства можно применять только под наблюдением квалифицированного врача.
В отличие от аминогликозидов, антибиотики группы фторхинолонов (ципрофлоксацин, офлоксацин и др.) являются более безопасными препаратами, не обладают ототоксичностью и могут применяться даже при перфорированной барабанной перепонке.
Одновременный приём местных антибиотиков и антибиотиков для системного применения (перорально) не является оправданным и не улучшает показателей эффективности лечения.
Комбинация дексаметазона и ципрофлоксацина
Применяется в форме стерильного раствора, содержащего 0,3 % ципрофлоксацина и 0,1 % дексаметазона. Ципрофлоксацин относится к антибиотикам группы фторхинолонов, своим действием ингибирует синтез бактериальных ДНК (и, соответственно, препятствует размножению бактерий) путём ингибирования ДНК-гиразы и топоизомеразы, которые необходимы для репликации, транскрипции и трансляции генетического материала. Обладает широкой активностью в отношении многих грамположительных и большинства грамотрицательных аэробных организмов: псевдомонад, в том числе синегнойной палочки, стрептококков, золотистого стафилококка, а также его метициллин-резистентных штаммов, эпидермального стафилококка, однако неактивнен в отношении анаэробов. Дексаметазон, являясь кортикостероидным препаратом, уменьшает воспаление, подавляя миграцию полиморфноядерных лейкоцитов и снижение проницаемости капилляров, снимает отек внешнего слухового прохода и облегчает болевые симптомы, тем самым улучшая эффективность антибиотикотерапии.
Данный комбинированный препарат достаточно широко апробирован, его эффективность и безопасность подтверждена множеством независимых испытаний. Вероятность успешного лечения, по разным оценкам, находится в пределах 87—97 %. Вместо дексаметазона в составе комбинации может использоваться и другой кортикостероид, гидрокортизон, обладающий аналогичным действием. К сожалению, на сегодняшний день подобные комбинированные препараты (а также аналогичные им) в России не зарегистрированы и в аптечной продаже отсутствуют.
Комбинация гидрокортизона и неомицина с полимиксином
Тройной комбинированный лекарственный препарат антибактериального и противовоспалительного действия, используемый в виде раствора или суспензии. В своём составе имеет аминогликозид (неомицин) в сочетании с другим антибиотиком (полимиксин В), расширяющим спектр его антибактериального действия, и местным кортикостероидным средством (гидрокортизон), дополнительно оказывающим противовоспалительный эффект. Механизм действия аминогликозидов заключается в их связывании с 30S- или 50S-субъединицей бактериальных рибосом, что препятствует синтезу белка и приводит к нарушению клеточной мембраны бактерий.
Ранее относился к наиболее часто применяемым при наружном отите препаратам, однако наличие в его составе аминогликозидного антибиотика налагает определённые ограничения на его использование (см. выше). В России не зарегистрировано комбинированных лекарственных средств именно такого состава, однако имеется препарат с аналогичным сочетанием действующих веществ — «Полидекса» (неомицин + полимиксин В + дексаметазон) производства Франции.
Офлоксацин, ципрофлоксацин
Монопрепараты на основе антибиотиков группы фторхинолонов, обладающие широким спектром бактерицидного действия, применяются в виде 0,3 % растворов. Офлоксацин доступен в России в форме капель (глазных и ушных) под торговыми марками «Унифлокс» (производства Словацкой Республики) и «Данцил» (Индия). Ципрофлоксацин выпускается в форме ушных капель «Ципромед» (производства Индии), глазных и ушных капель: «Ципрофлоксацин» (Румыния), «Бетаципрол» (Россия). Также при наружном отите могут применяться и офтальмологические растворы ципрофлоксацина (глазные капли), представленные в России торговыми марками «Ципролет», «Ципромед» (Индия), «Цилоксан» (Бельгия), «Ципрофлоксацин», «Ципролон» (Россия).
Комбинация дексаметазона и тобрамицина
Ещё одна комбинация аминогликозида с кортикостероидом. Данный комбинированный препарат выпускается в форме глазных капель, которые могут использоваться и для лечения наружного отита. В России зарегистрировано несколько торговых марок с подобным составом и формой выпуска: «Тобразон» (производства Индии), «Тобрадекс» (Бельгия) и «ДексаТобропт» (Румыния).
Гентамицин
Гентамицин также относится к монопрепаратам группы аминогликозидов, основной спектр его активности — грамотрицательные бактерии. В форме ушных капель не выпускается, однако для лечения могут применяться и глазные капли, доступные в аптечной сети в виде множества дженериков производства России и Польши.

### Антибиотики для системного применения
Антибиотики назначаются перорально только для лечения тяжелых случаев наружного отита или его осложнений (например, целлюлита). Препаратами выбора в данном случае являются препараты группы фторхинолонов по причине их высокой эффективности в отношении всех видов псевдомонад, в том числе синегнойной палочки. В основном применяется ципрофлоксацин, пероральные формы которого широко представлены на российском фармацевтическом рынке различными торговыми марками и дженериками.

## Профилактика
Пациенты, у которых наружный отит носит рецидивирующий характер, должны использовать превентивные средства. К ним относятся: применение берушей для плавания (после применения — протирать их спиртом), либо тщательное удаление воды из ушей после купания. Эффективной профилактической мерой также является использование подкисляющих средств после каждого контакта ушей с водой.
Во избежание получения травм слухового прохода не следует чистить уши с помощью ватных палочек и аналогичных средств. Помимо травматического воздействия указанных предметов, неправильное их применение может привести к закупорке канала ушной серой и травмам барабанной перепонки.

## Прогноз
Большинство случаев наружного отита разрешаются без каких-либо трудностей. Болевые ощущения обычно проходят за 2—5 дней, полное выздоровление наступает в течение 7—10 дней. Для полного восстановления слуха может понадобиться обработка (очистка) наружного слухового прохода врачом.
Улучшение состояния, как правило, происходит за 2−3 дня после начала местной антибиотикотерапии. При отсутствии улучшения пациент должен быть обследован повторно в целях уточнения диагноза.
В некоторых случаях может потребоваться хирургическое вмешательство (при абсцессе, хроническом наружном отите). При экзематозном отите также требуется консультация врача-дерматолога.
Осложнения наружного отита достаточно редки. Возможно появление целлюлита или лимфаденита, требующих для лечения системной антибиотикотерапии. Острый отит также может распространиться на ушную раковину, переходя в хондрит, особенно у пациентов с недавно сделанным пирсингом.
Единственным существенным осложнением является злокачественный наружный отит, встречающийся у больных сахарным диабетом (зачастую — с проявлениями диабетического кетоацидоза) и у пациентов с ослабленным иммунитетом. Как правило, данное осложнение характеризуется распространением бактериальной инфекции на хрящевую ткань ушной раковины с появлением соответствующих сильных болей и отёков, при этом оно может сопровождаться повышением температуры и другими системными проявлениями инфекции. Такие пациенты нуждаются в госпитализации с назначением курса парентеральных антибиотиков в дополнение к местной терапии.